# Tetsu Nakamura
Pour les articles homonymes, voir Nakamura.
Ne doit pas être confondu avec Tetsu Nakamura (acteur).
Tetsu Nakamura (中村 哲, Nakamura Tetsu), né le 15 septembre 1946 à Fukuoka au Japon et mort le 4 décembre 2019 à Nangarhar en Afghanistan, est un médecin japonais. 
Il est lauréat en 2003 du prix Ramon-Magsaysay pour la paix et la compréhension internationale. Il s'est consacré aux réfugiés à la frontière entre l'Afghanistan et le Pakistan.

## Biographie
Tetsu Nakamura naît en 1946 à Fukuoka. Il étudie à l'université de Kyūshū.
À partir de 1991, Tetsu Nakamura a ouvert trois cliniques pour dispenser des soins médicaux dans la région montagneuse de l’est de l'Afghanistan. À partir de 2000, une sécheresse a frappé la région. Une conséquence de cette sécheresse a été la multiplication des maladies dues à la malnutrition et au manque d'eau. À partir de 2003, Nakamura a commencé à construire un canal d'irrigation dans le district de Khiwa, dans la province de Nangarhar, dans le canal des Marwarid. Le canal est alimenté en eau par la rivière Kuner et a une longueur de 25,5 km. 
En 2016, Tetsu Nakamura avait construit ou restauré huit canaux supplémentaires, irriguant 16 000 hectares et assurant la subsistance de 600 000 personnes dans la région du désert de Gamberi.
En octobre 2019, il est nommé citoyen d'honneur de l'Afghanistan par le président Ashraf Ghani.

## Mort
Le 4 décembre 2019, Tetsu Nakamura est décédé des suites de ses blessures après une attaque à Jalalabad dans l'est de l'Afghanistan qui a également tué cinq Afghans dont les gardes du corps du médecin, le conducteur et un passager. Alors qu'ils se trouvaient dans leur pick-up, leur véhicule a été visé par des tirs d'armes automatiques. 

### Réactions
La mort de Tetsu Nakamura provoque une vive émotion en Afghanistan et au Japon. Le président afghan Ashraf Ghani le salue comme « l’un des plus proches amis de l’Afghanistan ». Le porte-parole du gouvernement afghan rend hommage au « docteur Nakamura [qui] a dédié sa vie à améliorer celles d’Afghans, travaillant à l’approvisionnement en eau, à la construction de barrages et au perfectionnement de l’agriculture dans le pays ». Le Premier ministre japonais Shinzō Abe déclare à des journalistes japonais : « En tant que médecin, M. Nakamura a réalisé de grandes choses » et se dit choqué par sa mort.
La mission de l’ONU opérant en Afghanistan a fait part de sa « révulsion » face au meurtre, dénonçant « un acte insensé de violence contre un homme qui a dédié une grande partie de son existence à aider » les plus vulnérables.

### Hypothèses
Deux organisations terroristes sont suspectées dans ces assassinats. Daech, présent dans les alentours de Jalalabad bien qu'il y soit affaibli, et un groupe de talibans dissidents opposés aux négociations de paix entre les talibans et les États-Unis, dont la reprise a été annoncée quelques heures après les meurtres. La principale branche des talibans, celle qui participe aux négociations, nie toute implication, et leur porte-parole Suhail Shaheen condamne l'attaque. 